# Rallye de l'Acropole 2011
Le Rallye de l'Acropole 2011 est le 7e rallye du Championnat du monde des rallyes 2011.

## Résultats

### Classement final
| Rang              | Pilote              | Copilote            | Ordre de départ (numéro) | Voiture            | Écurie                   | Temps             | Écart             | Points            |
| Toutes catégories | Toutes catégories   | Toutes catégories   | Toutes catégories        | Toutes catégories  | Toutes catégories        | Toutes catégories | Toutes catégories | Toutes catégories |
| ----------------- | ------------------- | ------------------- | ------------------------ | ------------------ | ------------------------ | ----------------- | ----------------- | ----------------- |
| 1.                | Sébastien Ogier     | Julien Ingrassia    | 2 (2)                    | Citroën DS3 WRC    | Citroën Total WRT        | 4 h 04 min 44 s 3 | -                 | 28 = 25 + 3 *     |
| 2.                | Sébastien Loeb      | Daniel Elena        | 1 (1)                    | Citroën DS3 WRC    | Citroën Total WRT        | 4 h 04 min 54 s 8 | 10 s 5            | 20 = 18 + 2 *     |
| 3.                | Mikko Hirvonen      | Jarmo Lehtinen      | 4 (3)                    | Ford Fiesta RS WRC | Ford Abu Dhabi WRT       | 4 h 04 min 57 s 8 | 13 s 5            | 16 = 15 + 1 *     |
| 4.                | Petter Solberg      | Chris Patterson     | 3 (11)                   | Citroën DS3 WRC    | Petter Solberg WRT       | 4 h 05 min 23 s 1 | 38 s 8            | 12                |
| 5.                | Henning Solberg     | Ilka Minor          | 5 (15)                   | Ford Fiesta RS WRC | M-Sport Stobart Ford WRT | 4 h 10 min 09 s 0 | 5 min 24 s 7      | 10                |
| 6.                | Matthew Wilson      | Scott Martin        | 6 (5)                    | Ford Fiesta RS WRC | M-Sport Stobart Ford WRT | 4 h 11 min 39 s 0 | 6 min 54 s 7      | 8                 |
| 7.                | Kimi Räikkönen      | Kaj Lindström       | 7 (8)                    | Citroën DS3 WRC    | ICE 1 Racing             | 4 h 13 min 13 s 7 | 8 min 29 s 4      | 6                 |
| 8.                | Juho Hänninen       | Mikko Markkula (fi) | 16 (25)                  | Škoda Fabia S2000  | Red Bull Skoda           | 4 h 16 min 18 s 0 | 11 min 34 s 7     | 4                 |
| 9.                | Jari-Matti Latvala  | Miikka Anttila      | 9 (4)                    | Ford Fiesta RS WRC | Ford Abu Dhabi WRT       | 4 h 17 min 53 s 1 | 13 min 08 s 8     | 2                 |
| 10.               | Dennis Kuipers (en) | Frédéric Miclotte   | 8 (9)                    | Ford Fiesta RS WRC | FERM Power Tools WRT     | 4 h 19 min 54 s 4 | 15 min 10 s 1     | 1                 |
| SWRC              |                     |                     |                          |                    |                          |                   |                   |                   |
| 1. (8)            | Juho Hänninen       | Mikko Markkula (fi) | 16 (25)                  | Škoda Fabia S2000  | Red Bull Skoda           | 4 h 16 min 19 s 0 | -                 |                   |

* : points attribués dans la spéciale télévisée

### Spéciales chronométrées
| Étape         | Spéciale | Heure   | Nom              | Distance | Vainqueur          | Temps         | Vitesse  | Pilote en tête  |
| ------------- | -------- | ------- | ---------------- | -------- | ------------------ | ------------- | -------- | --------------- |
| 1re (17 juin) | ES1      | 08 h 05 | Thiva 1          | 23,6 km  | Petter Solberg     | 16 min 39 s 9 | 85 km/h  | Petter Solberg  |
| 1re (17 juin) | ES2      | 10 h 01 | Elatia           | 39,1 km  | Petter Solberg     | 27 min 42 s 6 | 85 km/h  | Petter Solberg  |
| 1re (17 juin) | ES3      | 12 h 39 | Eleftherohori    | 18,1 km  | Petter Solberg     | 11 min 20 s 6 | 96 km/h  | Petter Solberg  |
| 1re (17 juin) | ES4      | 13 h 28 | Rengini          | 13,9 km  | Petter Solberg     | 8 min 40 s 1  | 93 km/h  | Petter Solberg  |
| 1re (17 juin) | ES5      | 15 h 15 | Thiva 2          | 23,6 km  | Sébastien Ogier    | 16 min 39 s 5 | 85 km/h  | Petter Solberg  |
| 1re (17 juin) | ES6      | 16 h 48 | Mavrolimni       | 25,0 km  | Sébastien Loeb     | 18 min 18 s 5 | 82 km/h  | Petter Solberg  |
| 2e (18 juin)  | ES7      | 10 h 02 | Klenia Mycenae 1 | 17,4 km  | Sébastien Ogier    | 11 min 36 s 2 | 90 km/h  | Petter Solberg  |
| 2e (18 juin)  | ES8      | 11 h 05 | Ghymno 1         | 23,3 km  | Sébastien Ogier    | 18 min 34 s 3 | 85 km/h  | Petter Solberg  |
| 2e (18 juin)  | ES9      | 12 h 20 | Kelafari 1       | 18,4 km  | Sébastien Ogier    | 13 min 42 s 9 | 80 km/h  | Petter Solberg  |
| 2e (18 juin)  | ES10     | 15 h 20 | Klenia Mycenae 2 | 17,4 km  | Jari-Matti Latvala | 11 min 20 s 0 | 92 km/h  | Sébastien Ogier |
| 2e (18 juin)  | ES11     | 16 h 23 | Ghymno 2         | 23,3 km  | Sébastien Loeb     | 18 min 11 s 6 | 87 km/h  | Sébastien Ogier |
| 2e (18 juin)  | ES12     | 17 h 38 | Kelafari 2       | 18,4 km  | Sébastien Ogier    | 13 min 25 s 2 | 82 km/h  | Sébastien Ogier |
| 2e (18 juin)  | ES13     | 20 h 33 | Nea Politia      | 17,7 km  | Jari-Matti Latvala | 12 min 50 s 9 | 83 km/h  | Sébastien Loeb  |
| 3e (19 juin)  | ES14     | 08 h 03 | Aghii Theodori 1 | 19,4 km  | Jari-Matti Latvala | 12 min 49 s 5 | 91 km/h  | Sébastien Ogier |
| 3e (19 juin)  | ES15     | 08 h 34 | New Pissia 1     | 11,4 km  | Jari-Matti Latvala | 8 min 15 s 1  | 83 km/h  | Sébastien Loeb  |
| 3e (19 juin)  | ES16     | 11 h 05 | Aghii Theodori 2 | 19,4 km  | Mikko Hirvonen     | 12 min 33 s 7 | 93 km/h  | Sébastien Ogier |
| 3e (19 juin)  | ES17     | 11 h 36 | New Pissia 2     | 11,4 km  | Jari-Matti Latvala | 8 min 04 s 5  | 84 km/h  | Sébastien Ogier |
| 3e (19 juin)  | ES18     | 13 h 11 | New Loutraki *   | 4,0 km   | Sébastien Ogier    | 2 min 22 s 7  | 101 km/h | Sébastien Ogier |

* : spéciale télévisée attribuant des points aux trois premiers pilotes (power stage)

### Classements intermédiaires

#### À la fin de la première étape
| Rang | Pilote                              | Voiture            | Temps             | Écart           |
| ---- | ----------------------------------- | ------------------ | ----------------- | --------------- |
| 1.   | Petter Solberg / Chris Patterson    | Citroën DS3 WRC    | 1 h 39 min 24 s 2 | -               |
| 2.   | Sébastien Loeb / Daniel Elena       | Citroën DS3 WRC    | 1 h 40 min 15 s 8 | + 51 s 60       |
| 3.   | Mikko Hirvonen / Jarmo Lehtinen     | Ford Fiesta RS WRC | 1 h 40 min 20 s 1 | + 55 s 30       |
| 4.   | Sébastien Ogier / Julien Ingrassia  | Citroën DS3 WRC    | 1 h 40 min 22 s 3 | + 57 s 20       |
| 5.   | Henning Solberg / Ilka Minor        | Ford Fiesta RS WRC | 1 h 41 min 08 s 3 | + 1 min 43 s 20 |
| 6.   | Matthew Wilson / Scott Martin       | Ford Fiesta RS WRC | 1 h 41 min 51 s 9 | + 2 min 27 s 70 |
| 7.   | Ott Tänak / Kuldar Sikk             | Ford Fiesta S2000  | 1 h 42 min 56 s 0 | + 3 min 31 s 80 |
| 8.   | Jari-Matti Latvala / Miikka Anttila | Ford Fiesta RS WRC | 1 h 43 min 19 s 2 | + 3 min 55 s 00 |
| 9.   | Juho Hanninen / Mikko Markkula (fi) | Škoda Fabia S2000  | 1 h 43 min 25 s 8 | + 4 min 01 s 60 |
| 10.  | Kimi Räikkönen / Kaj Lindström      | Citroën DS3 WRC    | 1 h 43 min 28 s 9 | + 4 min 04 s 70 |

#### À la fin de la deuxième étape
| Rang | Pilote                                  | Voiture            | Temps             | Écart            |
| ---- | --------------------------------------- | ------------------ | ----------------- | ---------------- |
| 1.   | Sébastien Loeb / Daniel Elena           | Citroën DS3 WRC    | 3 h 20 min 27 s 6 | -                |
| 2.   | Sébastien Ogier / Julien Ingrassia      | Citroën DS3 WRC    | 3 h 20 min 29 s 8 | + 2 s 20         |
| 3.   | Petter Solberg / Chris Patterson        | Citroën DS3 WRC    | 3 h 20 min 48 s 5 | + 20 s 90        |
| 4.   | Mikko Hirvonen / Jarmo Lehtinen         | Ford Fiesta RS WRC | 3 h 20 min 50 s 0 | + 22 s 40        |
| 5.   | Henning Solberg / Ilka Minor            | Ford Fiesta RS WRC | 3 h 24 min 26 s 5 | + 3 min 58 s 90  |
| 6.   | Matthew Wilson / Scott Martin           | Ford Fiesta RS WRC | 3 h 25 min 57 s 8 | + 5 min 30 s 20  |
| 7.   | Kimi Räikkönen / Kaj Lindström          | Citroën DS3 WRC    | 3 h 27 min 23 s 0 | + 6 min 55 s 40  |
| 8.   | Juho Hanninen / Mikko Markkula (fi)     | Škoda Fabia S2000  | 3 h 29 min 22 s 6 | + 8 min 55 s 00  |
| 9.   | Dennis Kuipers (en) / Frédéric Miclotte | Ford Fiesta RS WRC | 3 h 32 min 53 s 3 | + 12 min 25 s 70 |
| 10.  | Bernardo Sousa (en) / António Costa     | Ford Fiesta RS WRC | 3 h 33 min 22 s 9 | + 12 min 55 s 30 |

## Classements au championnat l'épreuve

### Classement des pilotes
Selon le système de points en vigueur, les 10 premiers équipages remportent des points, 25 points pour le premier, puis 18, 15, 12, 10, 8, 6, 4, 2 et 1.
| Rang | Pilote               | Rallyes | Rallyes | Rallyes | Rallyes | Rallyes | Rallyes | Rallyes | Rallyes | Rallyes | Rallyes | Rallyes | Rallyes | Rallyes | Total points |
| Rang | Pilote               | SUE     | MEX     | POR     | JOR     | ITA     | ARG     | GRE     | FIN     | GER     | AUS     | FRA     | ESP     | GBR     | Total points |
| ---- | -------------------- | ------- | ------- | ------- | ------- | ------- | ------- | ------- | ------- | ------- | ------- | ------- | ------- | ------- | ------------ |
| 1er  | Sébastien Loeb       | 102     | 272     | 213     | 161     | 261     | 261     | 202     | -       | -       | -       | -       | -       | -       | 146          |
| 2e   | Mikko Hirvonen       | 25      | 213     | 12      | 142     | 213     | 202     | 161     | -       | -       | -       | -       | -       | -       | 129          |
| 3e   | Sébastien Ogier      | 153     | Ab.     | 261     | 283     | 12      | 15      | 283     | -       | -       | -       | -       | -       | -       | 124          |
| 4e   | Jari-Matti Latvala   | 161     | 15      | 172     | 18      | 2       | 6       | 2       | -       | -       | -       | -       | -       | -       | 76           |
| 5e   | Petter Solberg       | 10      | 131     | 8       | Ab.     | 15      | 153     | 12      | -       | -       | -       | -       | -       | -       | 73           |
| 6e   | Mads Østberg         | 18      | 10      | 0       | 0       | 10      | 10      | -       | -       | -       | -       | -       | -       | -       | 48           |
| 7e   | Matthew Wilson       | 2       | Ab.     | 10      | 10      | 2       | 4       | 8       | -       | -       | -       | -       | -       | -       | 36           |
| 8e   | Kimi Räikkönen       | 4       | -       | 6       | 8       | -       | -       | 6       | -       | -       | -       | -       | -       | -       | 24           |
| 9e   | Federico Villagra    | -       | 2       | 4       | 6       | -       | 8       | -       | -       | -       | -       | -       | -       | -       | 20           |
| 10e  | Henning Solberg      | Ab.     | 8       | 2       | 0       | -       | -       | 10      | -       | -       | -       | -       | -       | -       | 20           |
| 11e  | Juho Hänninen        | -       | 4       | -       | -       | 4       | -       | 4       | -       | -       | -       | -       | -       | -       | 12           |
| 12e  | Dani Sordo           | -       | -       | -       | -       | 8       | -       | -       | -       | -       | -       | -       | -       | -       | 8            |
| 13e  | Ott Tänak            | -       | 1       | -       | -       | 6       | -       | -       | -       | -       | -       | -       | -       | -       | 7            |
| 14e  | Martin Prokop        | 0       | 6       | -       | -       | 1       | -       | -       | -       | -       | -       | -       | -       | -       | 7            |
| 15e  | Per-Gunnar Andersson | 6       | -       | -       | -       | -       | -       | -       | -       | -       | -       | -       | -       | -       | 6            |
| 16e  | Khalid Al Qassimi    | 1       | -       | 0       | 4       | -       | -       | -       | -       | -       | -       | -       | -       | -       | 5            |
| 17e  | Denis Kuipers        | -       | -       | 1       | 2       | -       | -       | 1       | -       | -       | -       | -       | -       | -       | 4            |
| 18e  | Hayden Paddon        | -       | -       | -       | -       | -       | 2       | -       | -       | -       | -       | -       | -       | -       | 2            |
| 19e  | Bernardo Sousa (en)  | -       | -       | Ab.     | 1       | -       | -       | -       | -       | -       | -       | -       | -       | -       | 1            |
| 20e  | Patrick Flodin       | -       | -       | -       | -       | -       | 1       | -       | -       | -       | -       | -       | -       | -       | 1            |

| Couleur | Résultat                                                         |
| ------- | ---------------------------------------------------------------- |
| Or      | Vainqueur                                                        |
| Argent  | 2e place                                                         |
| Bronze  | 3e place                                                         |
| Vert    | Classé, dans les points                                          |
| Bleu    | Classé, hors des points Non classé (Nc.)                         |
| Mauve   | Abandon (Ab.) Retrait (Re.)                                      |
| Noir    | Disqualifié (Dq.)                                                |
| Blanc   | N'a pas pris le départ (Np.) Forfait (Forf.) Épreuve annulée (A) |
| Aucune  | N'a pas participé (-)                                            |

3, 2, 1 : y compris les 3, 2 et 1 points attribués aux trois premiers de la spéciale télévisée (power stage).

### Classement des constructeurs
| Rang | Équipe                   | Rallyes | Rallyes | Rallyes | Rallyes | Rallyes | Rallyes | Rallyes | Rallyes | Rallyes | Rallyes | Rallyes | Rallyes | Rallyes | Total points |
| Rang | Équipe                   | SUE     | MEX     | POR     | JOR     | ITA     | ARG     | GRE     | FIN     | GER     | AUS     | FRA     | ESP     | GBR     | Total points |
| ---- | ------------------------ | ------- | ------- | ------- | ------- | ------- | ------- | ------- | ------- | ------- | ------- | ------- | ------- | ------- | ------------ |
| 1er  | Citroën Total WRT        | 22      | 25      | 43      | 40      | 37      | 40      | 43      | -       | -       | -       | -       | -       | -       | 250          |
| 2e   | Ford Abu Dhabi WRT       | 40      | 33      | 27      | 30      | 20      | 24      | 21      | -       | -       | -       | -       | -       | -       | 195          |
| 3e   | M-Sport Stobart Ford WRT | 18      | 18      | 4       | 3       | 18      | 14      | 12      | -       | -       | -       | -       | -       | -       | 87           |
| 4e   | Petter Solberg WRT       | -       | 12      | 10      | 0       | 15      | 12      | 12      | -       | -       | -       | -       | -       | -       | 61           |
| 5e   | Ice 1 Racing             | 8       | -       | 8       | 10      | -       | -       | 8       | -       | -       | -       | -       | -       | -       | 34           |
| 6e   | Munchi's Ford WRT        | -       | 6       | 6       | 8       | 4       | 8       | -       | -       | -       | -       | -       | -       | -       | 32           |
| 7e   | Team Abu Dhabi           | 6       | -       | 1       | 6       | 6       | -       | -       | -       | -       | -       | -       | -       | -       | 19           |
| 8e   | FERM Power Tools WRT     | 4       | 0       | 2       | 4       | 0       | -       | 4       | -       | -       | -       | -       | -       | -       | 14           |
| 9e   | Monster WRT              | 2       | 4       | 0       | -       | -       | 2       | -       | -       | -       | -       | -       | -       | -       | 8            |
| 10e  | Brazil WRT               | -       | -       | -       | -       | 1       | -       | -       | -       | -       | -       | -       | -       | -       | 1            |

#### Championnat des pilotes SWRC
| Rang | Pilote              | MEX | JOR | ITA | GRE | FIN | GER | FRA | ESP | Pts |
| ---- | ------------------- | --- | --- | --- | --- | --- | --- | --- | --- | --- |
| 1    | Juho Hänninen       | 2   |     | 2   | 1   |     |     |     |     | 61  |
| 2    | Martin Prokop       | 1   |     | 3   | 5   |     |     |     |     | 50  |
| 3    | Bernardo Sousa (en) |     | 1   | Ab. | 2   |     |     |     |     | 43  |

#### Championnat des pilotes PWRC
| Rang | Pilote         | SUE | POR | ARG | FIN | AUS | ESP | GBR | Pts |
| ---- | -------------- | --- | --- | --- | --- | --- | --- | --- | --- |
| 1    | Hayden Paddon  |     | 1   | 1   |     |     |     |     | 50  |
| 2    | Martin Semerád | 1   | 3   | 5   |     |     |     |     | 50  |
| 3    | Nicolás Fuchs  | 3   | Ab. | 4   |     |     |     |     | 27  |